# Sphaerostephanos hirtisorus
Sphaerostephanos hirtisorus là một loài thực vật có mạch trong họ Thelypteridaceae. Loài này được (C. Chr.) Holttum miêu tả khoa học đầu tiên năm 1971.